# Anke Baier
Anke Baier-Loef (Eisenach, 22 mei 1972) is een (Oost-)Duitse voormalig langebaanschaatsster. Ze is sinds 1997 getrouwd met voormalig Nederlands langebaanschaatser Arie Loef.
Ze nam driemaal deel aan de Olympische Winterspelen, in 1992, 1994 en 1998. Haar beste individuele prestatie is de zilveren medaille in Hamar op de 1000 meter. Verder werd Baier in Albertville 10e en 9e op respectievelijk op de 500 en 1000 meter en in Nagano eindigde ze op de 15e plaats op de 500 meter en als 16e op de 1000 meter.  
Ook nam ze driemaal mee aan het Wereldkampioenschap voor junioren, tweemaal behaalde ze een zilveren medaille op dit toernooi en in 1991 won ze zelfs goud. Verder heeft Baier twee nationale titels op haar naam staan en behaalde tienmaal het zilver en acht keer het brons op een Duits kampioenschap.

## Persoonlijke records
| Afstand    | Tijd    | Datum            | Baan    |
| ---------- | ------- | ---------------- | ------- |
| 500 meter  | 39,49   | 23 november 1997 | Calgary |
| 1000 meter | 1.18,20 | 23 november 1997 | Calgary |
| 1500 meter | 2.05,30 | 4 december 1993  | Hamar   |
| 3000 meter | 4.28,28 | 1 maart 1991     | Calgary |

## Resultaten
| Jaar | WK sprint            | WK afstanden                 | Olympische Spelen            | Wereldbeker       | WK junioren  |
| ---- | -------------------- | ---------------------------- | ---------------------------- | ----------------- | ------------ |
| 1989 |                      |                              |                              |                   | · (, 4, , 7) |
| 1990 |                      |                              | · (4, 7, , 4)                |                   |              |
| 1991 | 10e (14, 14, 9, 15)  | 24e 500m 20e 1000m           | · (, )                       |                   |              |
| 1992 | 5e · (10, 4, 7, )    | 10e 500m 9e 1000m            | 8e 500m 5e 1000m             |                   |              |
| 1993 | 15e (10, 9, 14, 26)  |                              | 8e 500m · 1000m              |                   |              |
| 1994 | 12e (14, 9, 17, 12)  | 15e 500m · 1000m · 11e 1500m | 6e 500m 70e 1000m 9e 1500m   |                   |              |
| 1995 |                      |                              | 36e 500m 31e 1000m 29e 1500m |                   |              |
| 1996 | 16e (15, 19, 21, 14) |                              | 18e 500m 15e 1000m           |                   |              |
| 1997 | 7e (5, 9, 11, 12)    | 6e 1000m                     | 11e 500m 8e 1000m            |                   |              |
| 1998 | 6e (10, 4, 6, 6)     |                              | 15e 500m 16e 1000m           | 13e 500m 5e 1000m |              |

- = geen deelname
(#, #, #, #) = afstandspositie op sprinttoernooi (500m, 1000m, 500m, 1000m) of op juniorentoernooi (500m, 1500m, 1000m, 3000m).